# Вунгтау
Вунгтау (на виетнамски: Vũng Tàu) е град в Централен Виетнам край Южнокитайско море. Той е четвъртият по големина град във Виетнам. Има пристанище и аерогара, разположено на 6 километра северно от Вунгтау което е съседно с Бариа-Вунгтау, Виетнам. Има няколко плажа. Това е центъра на нефт и туризъм във Виетнам.